# (…)-szaltasz
(…)-szaltasz (hettita jelekkel 𒊩×××𒊭𒀠𒋫𒀸 f[…]ša-al-ta-aš) hettita hercegnő I. Hantilisz hettita király és Harapszilisz leánya. Neve egy generációval későbbi dokumentumban, Telipinusz proklamációjában maradt fenn, de csak töredékesen. Egy Cidantasz nevű nemeshez ment feleségül, akinek származása ismeretlen.
Harapszilisz Szugzijasz városában született, a szugzijaszi hercegi pár, Marattisz és Hasztajarasz gyermekeként. Ezért Harapsziliszt és gyermekeit, (…)-szaltasz hercegnőt és testvérét, Piszeniszt ide küldték, amikor Hantilisz veszélyesnek ítélte a hattuszaszi helyzetet. A veszély valós lehetett, mivel Szugzijaszban Harapszilisz, Hattuszaszban pedig Hantilisz is hamarosan meghalt. Ekkor (…)-szaltasz férje, Cidantasz megölte Piszeniszt – nincs kizárva, hogy a királyi pár meggyilkolásában is részt vett –, és ő vette át a hatalmat. (…)-szaltasz ezzel a Hettita Birodalom királynéja lett.
Férjétől legalább négy gyermeke született: Ammunasz, Curusz, Isztaparijasz, és egy ismeretlen nevű leány, aki Taharvalijasz felesége lett. Ammunasz később megölte apját és átvette a trónt.